# 마테오 2세 비스콘티
마테오 2세 비스콘티(이탈리아어: Matteo II Visconti, 1319년 - 1355년 9월 29일)는 형제인 갈레아초 2세와 베르나보와 함께 공동 통치를 했던 밀라노의 군주이다.

## 생애
그는 스테파노 비스콘티와 발렌티나 도리아 사이의 장남으로 태어났다. 1342년에 그는 질리올라 곤차가와 혼인하였다.
그의 삼촌인 루키노 비스콘티가 1346년에 그를 추방시켰지만, 1350년 밀라노로 돌아왔다. 그의 또 다른 삼촌인 조반니 비스콘티(1354년)가 사망한 후, 공동 통치자로서 그에게 로디, 피아첸차, 파르마, 볼로냐가 주어졌다.
그는 저녁 만찬을 한 후에 사망하였고, 그의 어머니와 다른 이들에 따르면 그의 형제들이 그를 독살시켰다고 전해진다. 그의 딸 카테리나(Caterina)는 만토바의 펠트리노 곤차가와 혼인하였다.

## 같이 보기
- 비스콘티 가문

| 전임 조반니 비스콘티 | 밀라노의 군주 갈레아초 2세 비스콘티와의 베르나보 비스콘티와 공동 통치 1349년 - 1355년 | 후임 갈레아초 2세 비스콘티와 베르나보 비스콘티 |